# Trlabuć
Tërllabuq en albanais et Trlabuć en serbe latin (en serbe cyrillique : Трлабућ) est une localité du Kosovo située dans la commune/municipalité de Vushtrri/Vučitrn et dans le district de Mitrovicë/Kosovska Mitrovica. Selon le recensement kosovar de 2011, elle compte 125 habitants, dont 124 Albanais.

## Démographie

### Évolution historique de la population dans la localité
| 1948 | 1953 | 1961 | 1971 | 1981 | 1991 | 2011 |
| ---- | ---- | ---- | ---- | ---- | ---- | ---- |
| 244  | 261  | 310  | 301  | 266  | 304  | 125  |

|  |